# Башня из чёрного дерева
Башня из чёрного дерева (англ. The Ebony Tower) — книга британского писателя Джона Фаулза, состоящая из пяти повестей, объединённых пересекающимися мотивами, и изданная в 1974 году.

## Содержание

### Башня из чёрного дерева
Молодой художник-абстракционист и арт-критик Дэвид Уильямс приезжает к знаменитому художнику Генри Бресли, чтобы собрать материал для книги о нём. Бресли, известный своим эпатажным поведением и презрением к современному искусству, давно живёт в поместье Котминэ в Бретани. Кроме Бресли, в поместье живут две молодые англичанки, изучавшие искусство и ставшие любовницами Бресли, — Диана («Мышь») и Энн («Уродка»). Дэвид начинает испытывать чувство к Диане, разрываясь между влекущей его красивой и талантливой художницей и своим долгом (через несколько дней он должен встретиться в Париже с женой). В последний вечер между ними происходит объяснение, закончившееся расставанием. Наутро Дэвид уезжает, чтобы продолжить ту жизнь, которую он вёл до этого, понимая, что никогда не увидит больше Диану.

### Элидюк
Повесть «Элидюк» представляет собой сделанный Фаулзом перевод лэ Марии Французской. Прославленный рыцарь Элидюк оклеветан перед своим королём и едет за море, в Англию, чтобы служить другому королю, оставив дома верную жену. В Англии Элидюк влюбляется в дочь короля Гиллиадун. Однако Элидюк должен вернуться домой, и он берёт с собой Гиллиадун. Когда об этом узнаёт добродетельная жена Элидюка, она уходит в монастырь, чтобы не мешать счастью двух любящих сердец. 

### Бедный Коко
Старый писатель снимает коттедж в отдалённой деревенской местности, чтобы написать давно вынашиваемое исследование о Томасе Пикоке. В первую ночь в дом проникает грабитель. Он оказывается приверженцем странных ультралевых взглядов и, пользуясь беспомощностью старика, совмещает грабёж с изложением собственной философии. Перед уходом, связав писателя, грабитель у него на глазах сжигает все его черновики и заметки, уничтожив труд нескольких лет. Писатель пытается дать объяснение этому акту вандализма.

### Энигма
Преуспевающий финансист и член Палаты общин Филдинг пропадает без следа и без видимых причин. Полицейский Майкл Дженнигс опрашивает знавших его людей — жену, сына, подругу сына, и пытается понять, был ли Филдинг убит, покончил ли он с собой или инсценировал своё исчезновение.

### Туча
Две английские семьи с детьми отдыхают во Франции. Под внешней идиллией картины проступают подводные камни.

## Основные мотивы
Фаулз в предисловии к «Элидюку» писал, что сначала хотел назвать сборник «Вариации». По словам автора, это название относилось бы одновременно к вариациям на некоторые темы из его предыдущих работ и к вариациям на тему манеры повествования. 
Повести объединены пересечением сюжетных линий и мотивов. Неоднократно обыгрывается мотив любовного треугольника, вершинами которого оказываются мужчина и две женщины, между которыми он должен сделать выбор, одновременно делая выбор между экзистенциальной свободой и конформизмом. Другая постоянно поднимаемая проблема — непонимание между персонажами, являющееся отражением фундаментального непонимания между людьми. Местом действия трёх из пяти повестей становится Бретань, средневековая литература которой стала одним из источников вдохновения. 
Первая повесть, давшая название сборнику, также является вариацией на «Волхва» Фаулза (автор называет «Башню из чёрного дерева» «реалистичной версией „Волхва“»). Здесь герой тоже оказывается гостем окружённого тайной старика, переживает эротическое приключение с двумя девушками и должен сделать выбор между привычной реальностью и иллюзией и в конце концов начинает лучше понимать сам себя. В одном из эпизодов Фаулз в комической форме прямо указывает на прототип: Энн читает книгу и подсмотревший её название — «Волхв» — Дэвид предполагает, что это что-то об астрологии.
Проблема экзистенциального выбора демонстрируется автором на контрасте первой и второй повестей. В заглавной повести Дэвид пытается найти баланс между разрывающими его силами: любовью к двум женщинам, поиском своего пути в искусстве. В какой-то момент Бресли как бы невзначай даёт ему почитать «Элидюка» Марии Французской. Как узнаёт читатель из второй повести, её главный герой Элидюк смог найти этот баланс. Одновременно с этим Бресли оспаривает и взгляды Дэвида на искусство. Бресли в грубых выражениях, подчас площадной бранью высмеивает приверженность Дэвида абстрактному искусству, называя его «башней из чёрного дерева», в которой, по аналогии с башней из слоновой кости, прячутся художники-абстракционисты, боящиеся быть ясными и понятными.
В «Башне из чёрного дерева» Фаулз возвращается к проходящей через его творчество идее о неполной познаваемости вымышленной автором реальности и неполноте знания героя, смотрящего на мир сквозь призму своих предубеждений. Так, в «Бедном Коко» и «Энигме» мотивация героя, совершившего сюжетообразующее действие, остаётся неясной, и другие герои могут только высказывать свои предположения. Ограниченная и субъективная перспектива, с которой ведётся повествование в «Бедном Коко», перекликается с «Коллекционером», рассказанным от лица двух героев, каждый из которых находится в плену собственных представлений о мире. В чем-то схоже и положение Дэвида в Котминэ.